# HNLMS Jacob van Heemskerck (1939)
«Якоб ван Хемскерк» (нід. Hr.Ms. Jacob van Heemskerck (1939) — військовий корабель, легкий крейсер типу «Тромп» Королівського військово-морського флоту Нідерландів за часів Другої світової війни.
Легкий крейсер «Якоб ван Хемскерк» був закладений 31 жовтня 1938 року на верфі Nederlandse Scheepsbouw Maatschappij в Амстердамі.
Після введення до строю брав активну участь у бойових діях; бився в Атлантиці, на Середземному морі та поблизу берегів Африки. Брав активну участь у вторгненні на Мадагаскар.

## Історія служби
11 травня 1940 року, у зв'язку з початком бойових дій безпосередньо в Нідерландах, недобудований крейсер разом з крейсером «Суматра» залишили порт і попрямували до Англії, в порт Іммінгем. 2 червня 1940 року «Якоб ван Хемскерк» знову у супроводі з «Суматрою», що мав на борту принцесу Юліану, здійснив перехід до Канади, в Галіфакс, куди вони прибули 11 червня 1940 року.
З 29 березня до 12 квітня 1942 року «Якоб ван Хемскерк» входив до складу угруповання флоту, з'єднання «A», яке діяло в Індійському океані. Під час японського рейду в Індійському океані есмінець разом з двома авіаносцями, трьома крейсерами та п'ятьма есмінцями проводив заходи щодо перехоплення та знищення японських сил. Однак, 5 квітня два британські важких крейсери — «Дорсетшир» і «Корнуолл» — були затоплені японськими літаками.
У травні 1942 року голландський крейсер «Якоб ван Хемскерк» взяв участь в операції із висадки морського десанту на французький острів Мадагаскар з метою окупації контрольованої урядом Віші колонії. 7 травня 1942 року французький гарнізон у Дієго-Суарезі капітулював.